# Décennie 1800 en arts plastiques
Chronologie des arts plastiques
Années 1790 - Années 1800 - Années 1810
Cet article concerne les années 1800 en arts plastiques.

## Événements
- 1795-1830 : Néoclassicisme en Pologne : Franciszek Smuglewicz (Vilno) et Antoni Brodowski (Varsovie), peintres. Józef Elsner, musicien (opéra). Kajetan Koźmian (pl),  Ludwik Osiński (pl)  et Jan Paweł Woronicz (pl), écrivains. Construction à Varsovie du château du Belvédère, de la Banque de Pologne et du Grand Théâtre[1].

- 20 août 1801 : l'arrêté du 3 fructidor an IX décide l’expulsion des artistes qui bénéficiaient d’un logement-atelier dans la Grande Galerie du Louvre[2].

- 25 septembre 1801 : Jacques Louis David expose pour deux mois deux versions du portrait de Bonaparte franchissant le Grand-Saint-Bernard au Louvre, avec Les Sabines[3].
- 29 septembre 1801 : Jean Auguste Dominique Ingres obtient le prix de Rome pour les Ambassadeurs d’Agamemnon[2].

- 26 décembre 1801  : Lord Elgin commence le démontage de la frise, des frontons et des métopes du Parthénon, qui sont transférés au British Museum à Londres[4].
- 1804-1830 : culture de Kasei (en) au Japon pendant les ères Bunka et Bunsei. C’est une culture populaire (estampes en couleurs, littérature romanesque et théâtre kabuki), mettant l’accent sur le burlesque[5].

## Réalisations
- 1800 : Jacques-Louis David commence le Portrait de madame Récamier, mais refuse de terminer le tableau quand il apprend que François Gérard à reçu la même commande[6]. Il commence aussi une série de cinq tableaux représentant Le Premier Consul franchissant les Alpes au col du Grand-Saint-Bernard[7].
- 1802 :  Bonaparte, Premier consul, toile d’Antoine Gros[8].

- 1802-1805 : Portrait de Juliette Récamier par François Gérard[9]
- 1804 : 
  - Bonaparte visitant les pestiférés de Jaffa, toile d’Antoine Gros[10].
  - Larrey, portrait de Girodet-Trioson[11].
  - Portrait de Mademoiselle Rivière, toile de Ingres[12]
  - Portrait de Joachim Murat en maréchal de l'Empire, toile de François Gérard[13].
  - L’Empereur en costume de sacre, toile de François Gérard[14].

- 1806 :
  - Ingres présente au Salon Napoléon sur le trône impérial, Autoportrait à vingt-quatre ans, portrait de Madame Rivière et de Mademoiselle Rivière, mal accueillis[15].
  - La Bataille d’Aboukir, toile d’Antoine Gros.
- 1806-1807 : Jacques-Louis David peint le Sacre de Napoléon[16].

- 1808 :
  - Le Champ de bataille d’Eylau, toile d’Antoine Gros[17].
  - La Justice et la Vengeance divine poursuivant le Crime, toile de Prud'hon[18].
  - Les Funérailles d’Atala, toile de Girodet-Trioson[19].
- 1809 :
  - Homme méditant sur les ruines de Rome ou Portrait de Chateaubriand, toile de Girodet-Trioson, présentée au Salon de 1810[20].
  - La Bataille des Pyramides, toile d’Antoine Gros[21].

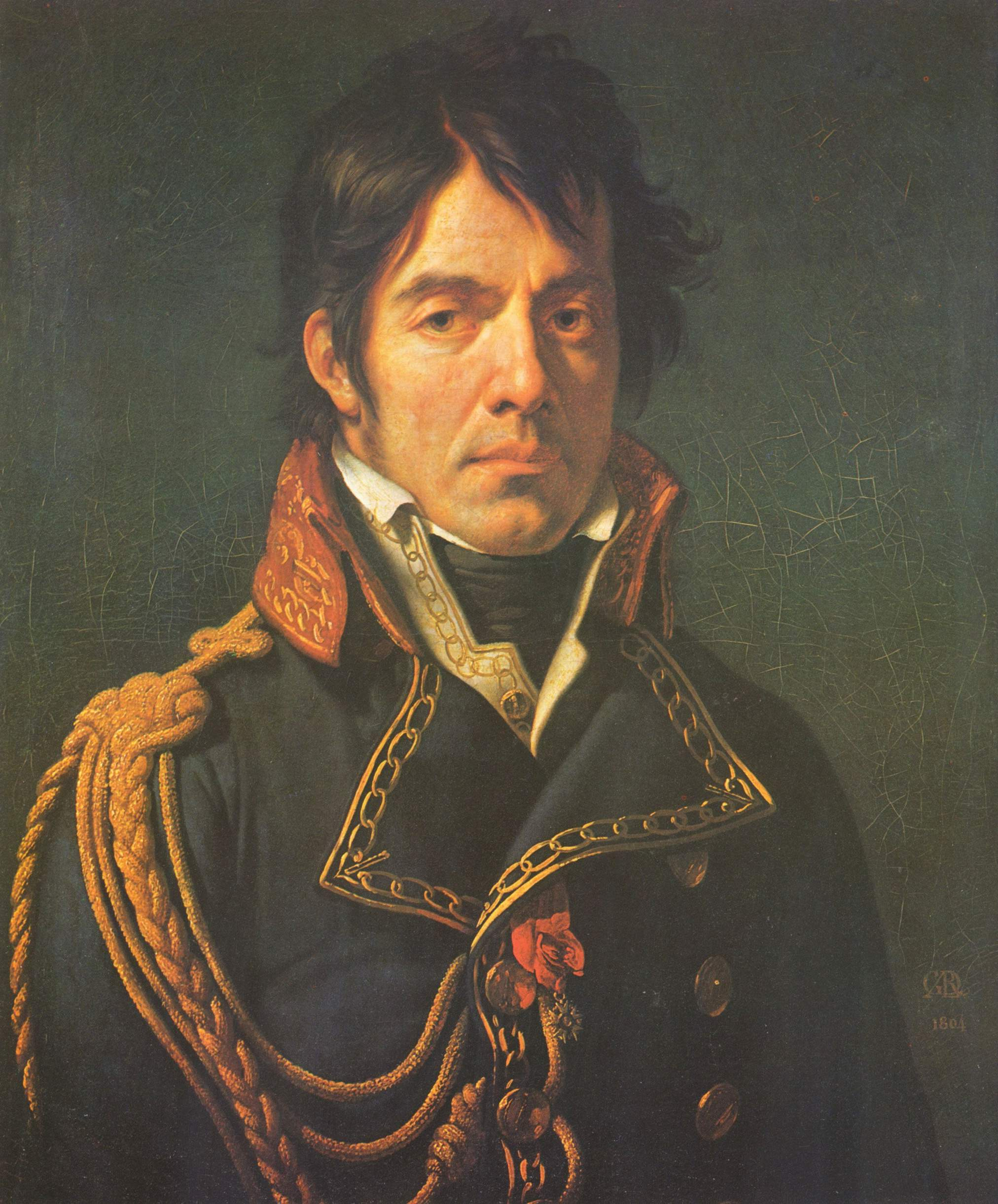
Larrey, Girodet-Trioson.
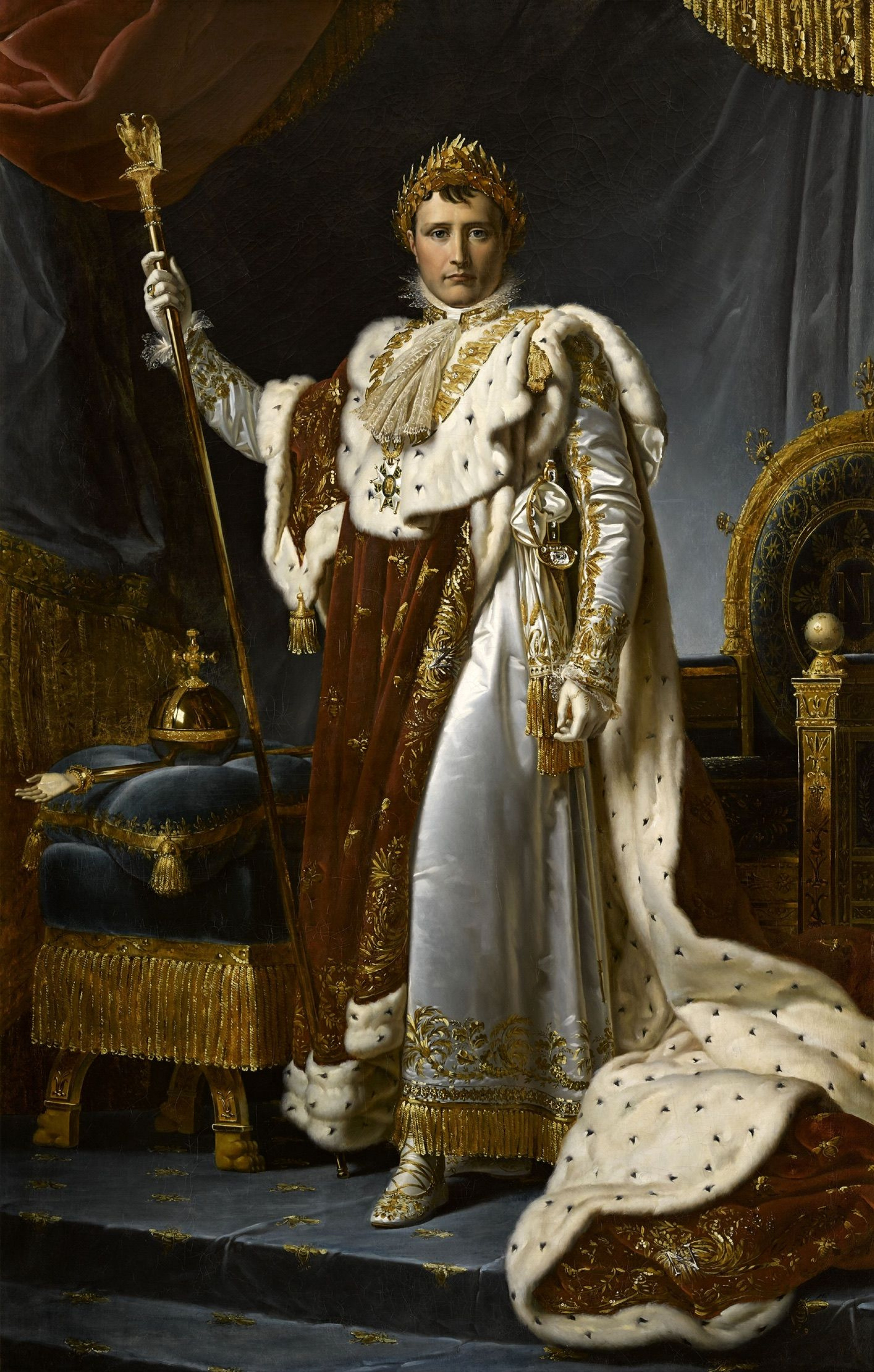
L’Empereur en costume de sacre, François Gérard.